# ヒドロキシプロピルセルロース
ヒドロキシプロピルセルロース(英語: Hydroxypropyl Cellulose、HPC)は、食品や医薬品の添加剤として利用されている、セルロースの誘導体である。両親媒性で、医薬品錠剤の結合剤やコーティング剤、角膜保護剤や潤滑剤としても用いられる。

## 性質
セルロースの水酸基を酸化プロピレンでエーテル化することで得られ、多数のヒドロキシプロピル基(-OCH2CH(OH)CH3)を持つ。1グルコースあたりの置換された水酸基の平均数は置換度(degree of substitution, DS)として表され、これは最大3である。だがヒドロキシプロピル基にも水酸基が含まれるため、反応途中にここもエーテル化される。そのため、1グルコースあたりのヒドロキシプロピル基の数であるモル置換度(moles of substitution, MS)は3より大きくなる。
セルロースは結晶性が高いため、HPCを水溶性とするにはMSを4以上にする必要がある。疎水基と親水基を持つため 下限臨界溶液温度(LCST)は約45℃で、これ以上の温度では不溶性となる。
HPCは液晶を形成し、濃度によって等方的・異方的・ネマティック液晶・コレステリック液晶などの様々な中間相を示す。コレステリック液晶は紫・緑・赤など様々な色となる。

## 利用
生理的には全く無害であるとともに化学的にも不活性である事から、医薬品添加剤として国内外で幅広く使用されており、特に日本においては医薬品の結合剤としてHPCが90％以上のシェアを占めている。
同分野における主な用途は錠剤・顆粒剤の製造時の結合剤およびコーティング剤である。
また再発性角膜潰瘍、神経麻痺性角膜炎、ドライアイなどの治療に用いられる人工涙液の原料となる。義眼の潤滑剤として用いられることもある。
近年食品添加物としての利用も進められており、健康食品の錠剤の結合剤や増粘剤・乳化安定剤として用いられ、E463というE番号が与えられている。。
キャピラリー、またはマイクロチップ電気泳動でDNAを分離する際の篩剤としても用いられる。
書籍修復に用いられることもある。